# Centauro B1
O Centauro é um tipo de veículo que foi desenhado para o exército italiano, juntamente com uma família de outros veículos militares durante os anos de 1990. O Centauro é o mais pesado dos veículos sobre rodas equipados com um canhão de 105mm ou 120mm.

## Descrição
O veículo foi desenhado ainda durante a guerra fria, mas entrou ao serviço apenas no inicio dos anos 1990. O chassis é produzido pela IVECO enquanto que a torre é fabricada pela Otobreda.
Ao contrário de outros carros de combate sobre rodas que utilizam uma torre equipada com um canhão de 105mm em cima de um chassis 8x8 destinados à função de reconhecimento, o Centauro além de poder desempenhar essa função, pode funcionar também como caça-tanques.
Ele está preparado para, utilizando o seu armamento principal de 105mm, engajar e se necessário destruir carros de combate blindados muito mais pesados.
Naturalmente que a utilização do Centauro nessa função está condicionada pelas tácticas utilizadas no combate. A blindagem do Centauro não pode resistir a um impacto direto de um projetil disparado por um carro de combate pesado.
Em situações onde não existam viaturas blindadas pesadas porém, o Centauro é de um grande valor, pois a capacidade da sua peça de 105mm é de grande valor em situações de guerra assimétrica como a do Afeganistão.

## Variantes
- Centauro II

Centauro atualizado com um canhão de 120 mm L/45 de baixo recuo (não relacionado ao Rheinmetall L/44 120 mm) em uma torre recém-projetada e com nova blindagem composta que pode resistir a até munições APFSDS de 40 mm na frente e 14,5 mm no restante o corpo. Este veículo também foi usado como teste para várias tecnologias que seriam usadas no veículo sucessor do B1 Centauro, o Centauro II.

## Utilizadores

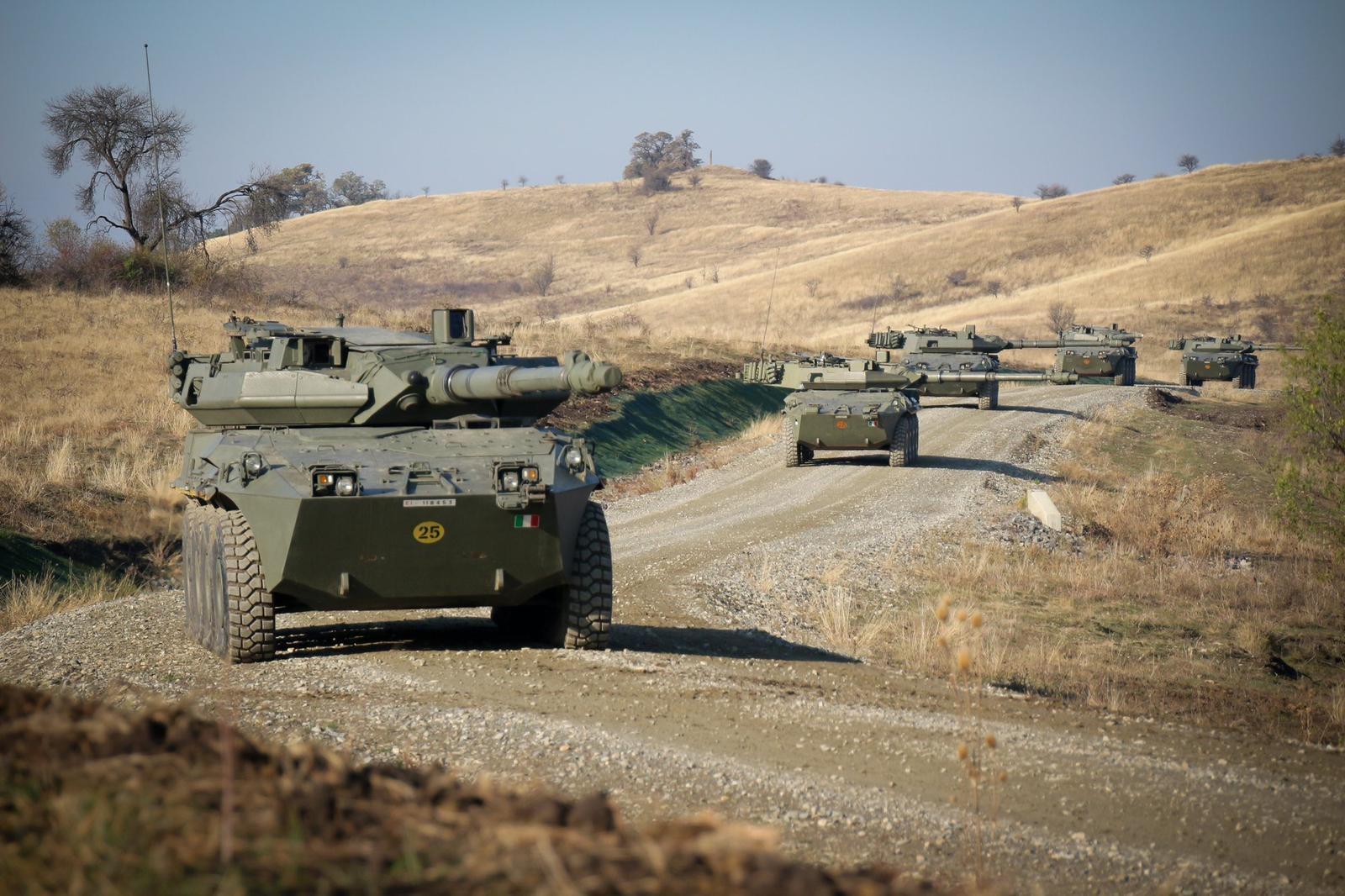
Blindados Centauro do regimento italiano Nizza Cavalleria.

- Itália: 259 B1 Centauro.  A produção total foi de 400, com os 141 restantes, todos de versões mais antigas, exportados para a Jordânia.[1] 150 Centauros II foram encomendados.[2]
- Espanha: 84 B1 Centauro, designado VRCC no serviço espanhol; 4 veículos de recuperação VCREC[3][4]
- Omã: 9 B1 Centauro; variante modificada com canhão de 120 mm[5]
- Jordânia: 141 B1 Centauro (todos ex-Exército Italiano); alguns doados como ajuda militar italiana e modernizados com kits de atualização.

- Brasil: 98 unidades  Centauro II encomendado em novembro de 2022 para equipar os regimentos de cavalaria do exército com possibilidade de serem aumentadas para 221 veículos e substituir o blindado EE-9 Cascavel.[6][7][8]

## Referencias e Ligações externas
- «FAS.org»
- «Globalsecurity.org»
- «Army-technology.com»